# 什洛尼爾斯小火山

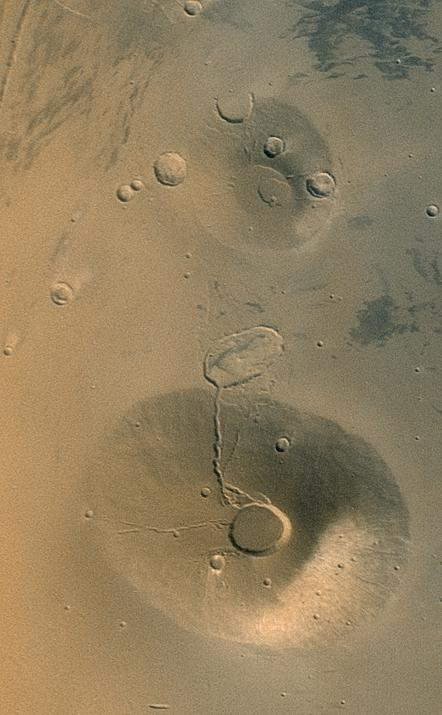
火星全球探勘者號上的火星軌道攝影機拍攝影像下方較低的刻拉俄尼斯火山丘和图像上方較高的乌拉纽斯火山丘。

刻拉俄尼斯火山丘（Ceraunius Tholus，Tholus是指小、圓頂的山或丘）是一座位於火星塔爾西斯區的火山。

## 概要
刻拉俄尼斯火山丘的中心座標是24.2°N，97.4°W，屬於乌拉纽斯火山群的一部分。它寬130公里，高5.5公里。以火星的古典反照率特徵命名。
一般認為刻拉俄尼斯火山丘是一座玄武岩質的盾狀火山，在其下方有一個較古老的部分被上方平坦的熔岩流覆蓋。較早期的調查層認為該火山是复式火山。刻拉俄尼斯火山丘山坡相當陡，平均坡度8°，有許多受到侵蝕的放射狀渠道和碗狀的峽谷從破火山口外環的下方朝向火山的底部。近年的研究認為這些峽谷是受到水侵蝕而形成。刻拉俄尼斯火山丘有一個引人注意的地理特徵是它的西北側有三道大型峽谷，最寬達2.5公里，深度達300公尺。這三個峽谷中規模最大的在外觀上看起來是最年輕的，並且從破火山口最低的地方突出，最後在火山北方峽谷形成的沖積扇上，形狀特殊的拉厄撞擊坑（Rahe，一個傾斜角度撞擊形成的撞擊坑，長和寬35 × 18公里）終止。它的形成至今仍處於爭議中，並有四個模型提出：水流、熔岩流、過去的熔岩渠道或前述的模型綜合。
破火山口的區域中有許多陷落的點狀區域，而這些區域和撞擊坑不同，它們沒有環狀結構，並且在破火山口中分布密度有變化。
刻拉俄尼斯火山丘可能形成於赫斯珀里亚紀晚期。

## 冰川
部分科學家認為在火星塔爾西斯的多座火山中曾有冰川存在。而這些火山包含奧林帕斯山、艾斯克雷爾斯山和帕弗尼斯山。刻拉俄尼斯火山丘可能曾經有冰川熔化後形成的暫時性湖泊。它的破火山口形狀顯示過去熔化自冰川的水可能聚集在火山口內形成湖。

## 周圍環境
刻拉俄尼斯火山丘位於火星的塔爾西斯隆起。塔爾西斯內有許多巨型火山。奧林帕斯山是目前已知太陽系中最高的火山。艾斯克雷爾斯山和帕弗尼斯山的寬度至少有320公里。並且其高度比所在的高原高超過10公里。而高原的高度又比火星的大地水準面高出5到7公里。

塔爾西斯區地圖，有標示主要地理特徵名稱。該區域內有許多火山，包含太陽系內最高的奧林帕斯山。

## 圖集

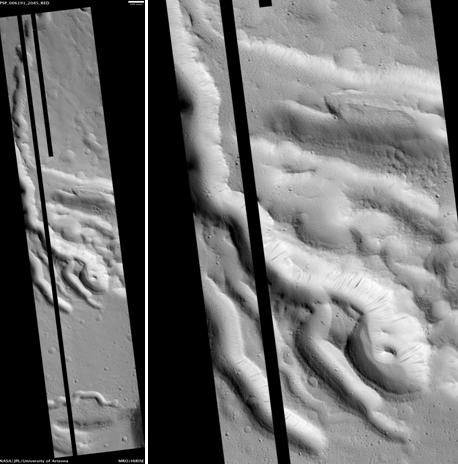
火星偵察軌道器 HiRISE 拍攝的什洛尼爾斯小火山渠道。山頂的火山口在右方影像中可見。點選影像可看到在陡坡上的暗色條紋。比例尺長度1000公尺。